# Сан Цено-Сан Ђузепе (Виченца)
Сан Цено-Сан Ђузепе је насеље у Италији у округу Виченца, региону Венето.
Према процени из 2011. у насељу је живело 9334 становника. Насеље се налази на надморској висини од 117 м.